# Idrætsefterskolen Grønsund
Idrætsefterskolen Grønsund (forkortet IEG) er en efterskole, der udbyder idræt, gymnastik, tennis og flere sportsgrene. IEG har til huse i Bogø Kostskoles oprindelige bygning, kaldet Borgen. IEGs forstander er Kresten Fjord. IEG er opkaldt efter farvandet, Grønsund, som adskiller øerne Bogø og Falster. IEG har plads til 170 elever.

## Historie
I 1992 blev Idrætsefterskolen Grønsund etableret som selvejende institution med tilknytning til Bogø Kostskole; IEG hører således under paraplyorganisationen Bogø Kostskole. Peter Mikkelsen var manden, som tog initiativet til at etablere IEG.
Siden 2019 har IEG haft en antimobbestrategi for elevernes skyld.

## Niveauer
Skolen tilbyder undervisning på 9. til 10. klasse, idet både boglige fag og idræt findes på elevernes skemaer.
Som navnet antyder, prioriterer idrætsefterskolen sport højt.